# Ferrari 612 CanAm
Der Ferrari 612 CanAm, auch als Ferrari 612P (das „P“ stand für Prototyp) bezeichnet, war ein CanAm-Prototyp von Ferrari, den die Scuderia Ferrari 1968 und 1969 in der nordamerikanischen Rennserie einsetzte.

## Entwicklungsgeschichte
1968 entschloss sich die Führung der Scuderia, einen eigenen Sportwagen für die in Kanada und den Vereinigten Staaten populäre CanAm-Rennserie zu bauen und selbst einzusetzen. 1967 kam noch ein umgebauter Ferrari 412P als 412 CanAm zum Einsatz. Das North American Racing Team von Luigi Chinetti organisierte die Renneinsätze.
Der Ferrari 612 CanAm hatte den 12-Zylinder-Mittelmotor, der ursprünglich im Ferrari 512S zum Einsatz kam. Der Motor leistete bei einem Hubraum von knapp 6,2 Litern 620 PS. Um trotz dieser Leistung eine ausreichende Bodenhaftung der Hinterräder zu erzielen, wurde knapp hinter dem Fahrer über dem Motor ein mächtiger Heckflügel montiert.

## Renngeschichte
Der Wagen debütierte im Herbst 1968. Der Neuseeländer Chris Amon, Werksfahrer der Scuderia in der Formel 1 und der Sportwagenweltmeisterschaft, fiel beim Rennen auf dem Stardust International Raceway in Nevada schon nach einer Runde durch einen Unfall aus. Die gesamte Saison 1969 verlief nur bedingt erfolgreich, da die Scuderia die Einsätze nur mit beschränktem Engagement betrieb. Der zweite Rang von Chris Amon in Edmonton blieb die beste Platzierung für das Fahrzeug in der gesamten Saison. Amon schaffte aber mit den dritten Plätzen in Watkins Glen und Mid-Ohio immerhin noch zwei weitere Podiumsplatzierungen. 1970 folgte der Ferrari 712 CanAm.

## Technische Daten
| 612 CanAm             | Baujahr 1968; eingesetzt 1968 und 1969                         |
| --------------------- | -------------------------------------------------------------- |
| Motor                 | 12-Zylinder-V-Mittelmotor                                      |
| Bohrung × Hub         | 92 × 78 mm                                                     |
| Hubraum               | 6222 cm³                                                       |
| Verdichtung:          | 10,5 : 1                                                       |
| Leistung              | 455 kW (620 PS) bei 7000/min                                   |
| Max. Drehmoment:      | 588 Nm bei 5600/min                                            |
| Kurbelwelle           | –                                                              |
| Motorsteuerung        | –                                                              |
| Gemischaufbereitung   | Lucas-Kraftstoffeinspritzung                                   |
| Treibstoff:           | –                                                              |
| Tankinhalt            | –                                                              |
| Kühlung               | Wasser                                                         |
| Getriebe              | 4 Gang, 1 Retourgang, längs eingebaut                          |
| Fahrgestell           | Monocoque, Karosserie aus Fiberglas                            |
| Aufhängung vorn       | Einzelradaufhängung an Doppelquerlenkern, Schraubenfedern      |
| Aufhängung hinten     | Einzelradaufhängung an Doppelquerlenkern, Schraubenfedern      |
| Stoßdämpfer           | Hydraulische Teleskopstoßdämpfer vorne und hinten              |
| Bremsen               | Innenbelüftete Scheibenbremsen rundum, außen an den Radträgern |
| Radstand              | 2450 mm                                                        |
| Spur                  | 1603/1591 mm                                                   |
| Außenmaße             | 4200 × 2240 × 890 mm                                           |
| Trockengewicht        | 700 kg (680 kg an 1969)                                        |
| Höchstgeschwindigkeit | ca. 300 km/h                                                   |